# Amphoropsyche janstockiana
Amphoropsyche janstockiana là một loài Trichoptera thuộc họ Leptoceridae. Chúng phân bố ở vùng Tân nhiệt đới.